# Gary Allan Anderson
Gary Allan Anderson (Parys, Sudáfrica, 16 de julio de 1959) es un exjugador sudafricano de fútbol americano que se desempeñó como placekicker en la National Football League (NFL) durante 23 temporadas. Fue el primer sudafricano en disputar un partido de temporada regular en la NFL y pasó la mayor parte de su carrera con los Pittsburgh Steelers, aunque también es conocido por su etapa con los Minnesota Vikings. Anderson fue seleccionado en cuatro ocasiones para el Pro Bowl y recibió dos veces honores del primer equipo All-Pro tras unirse a la liga en 1982. Además, fue incluido en los segundos equipos de la década de 1980 y la década de 1990, así como en el equipo histórico de los Steelers.
En 1998, jugando para los Vikings, Anderson se convirtió en el primer pateador en la historia de la NFL en completar todos sus intentos de gol de campo y puntos extra durante la temporada regular. Sin embargo, en la postemporada falló un gol de campo crucial en la Final de la NFC de 1998, lo que a menudo se atribuye como un factor en la derrota de los Vikings. Anderson continuó su carrera en la NFL por seis temporadas más hasta su retiro en 2004. Actualmente, ocupa el tercer lugar en juegos disputados (353), puntos anotados (2,434) y goles de campo convertidos (538), además de ser el máximo anotador en la historia de los Steelers con 1,343 puntos.

## Primeros años
Gary Anderson nació en Parys, Sudáfrica, y creció en Durban. Su padre, el reverendo Douglas Anderson, jugó fútbol profesional en Inglaterra. Su madre era sudafricana. Poco después de que Gary se graduara de la escuela secundaria en Brettonwood High, el reverendo Anderson dejó Sudáfrica y trasladó a su familia a los Estados Unidos.
Gary Anderson esperaba seguir los pasos de su padre y convertirse en jugador profesional de fútbol en Europa. En su tercer día tras emigrar a Estados Unidos, le dieron algunos balones de fútbol americano para patear. Fue a un campo de fútbol americano en una escuela secundaria local en Downingtown (Pensilvania), para probar cómo era patear este tipo de balón. Anderson había crecido jugando rugby y estaba haciendo drop-kicks desde la línea de 50 yardas. Un entrenador de fútbol americano de secundaria y amigo de Dick Vermeil lo vio y organizó una prueba con los Philadelphia Eagles al día siguiente. Anderson tenía solo 18 años y acababa de graduarse de la secundaria, por lo que en la prueba estuvieron presentes cazatalentos universitarios, cuatro de los cuales le ofrecieron becas en el acto. Anderson eligió la Universidad de Syracuse después de que le prometieran que también podría jugar en el equipo de fútbol de la escuela. Jugó para el equipo de fútbol de Syracuse en 1978 y 1979, anotando diecinueve goles, antes de dedicarse por completo al fútbol americano en su tercer y cuarto año.

## Carrera profesional
Después de graduarse de la Universidad de Syracuse, fue seleccionado en el Draft de la NFL como placekicker por los Buffalo Bills en el Draft de la NFL de 1982, pero fue cortado antes de que comenzara la temporada. Pocos días después, firmó como agente libre con los Pittsburgh Steelers y pasó las siguientes 13 temporadas en Pittsburgh. Para las temporadas de 1995 y 1996, Anderson firmó como agente libre con los Philadelphia Eagles. Luego, pasó la temporada de 1997 como miembro de los San Francisco 49ers.
También tuvo la distinción de usar una máscara facial de una sola barra durante toda su carrera, a pesar de que la NFL prohibió su uso antes de su última temporada en 2004. Sin embargo, tanto él como el pateador de despeje de los Arizona Cardinals, Scott Player, pudieron seguir usándola gracias a una cláusula de derechos adquiridos.
En 1998, Anderson firmó con los Minnesota Vikings y convirtió los 35 intentos de gol de campo y los 59 puntos extra en la temporada regular, convirtiéndose en el primer pateador en terminar una temporada regular con un 100 % de efectividad en ambas categorías. Su único error de la temporada ocurrió en el Juego de Campeonato de la NFC de 1998 contra los Atlanta Falcons. Los Falcons terminaron ganando el partido en tiempo extra, lo que les permitió avanzar al Super Bowl XXXIII. Anderson continuó jugando para los Vikings hasta 2002. En 2000, mientras jugaba con los Vikings, Anderson superó al legendario George Blanda y se convirtió en el máximo anotador de todos los tiempos de la NFL, manteniendo el récord hasta su retiro en 2004.
Anderson jugó sus dos últimas temporadas con los Tennessee Titans en 2003 y 2004. En total, jugó 23 años en la NFL, siendo superado en longevidad solo por Adam Vinatieri (24 temporadas), Morten Andersen (25 temporadas) y George Blanda (26 temporadas). Además, Vinatieri y Andersen son los únicos jugadores que han disputado más partidos en su carrera que Anderson. Aunque no ha sido retirado oficialmente, el número 1 de Anderson no ha sido reasignado por los Steelers desde su salida del equipo.
Existen varias coincidencias interesantes entre Anderson y Morten Andersen, otro destacado pateador retirado. Anderson y Morten Andersen tienen apellidos casi idénticos, nacieron con menos de un año de diferencia fuera de los Estados Unidos (Morten nació en Dinamarca), emigraron a EE. UU. en su adolescencia, fueron seleccionados en el Draft de la NFL de 1982, tuvieron largas y exitosas carreras en la NFL durante las décadas de 1980 y 1990 (y ambos se retiraron en la década de 2000), y ocupan el primer o segundo lugar en varias categorías de récords de la NFL en anotaciones, goles de campo y longevidad. Su precisión general también es casi idéntica, con un porcentaje de carrera con una diferencia de apenas un 0,5 % en goles de campo y puntos extra.
En el Juego de Campeonato de la NFC de 1998, Anderson falló un intento de gol de campo para los Minnesota Vikings, mientras que Morten Andersen convirtió el gol de campo ganador para los Atlanta Falcons, lo que les permitió avanzar al Super Bowl XXXIII, su primera aparición en un Super Bowl. Curiosamente, ambos intentos fueron desde la misma distancia (38 yardas). El 16 de diciembre de 2006, Morten superó a Anderson para convertirse en el máximo anotador en la historia de la NFL. La semana siguiente, el 24 de diciembre de 2006, Morten nuevamente superó a Anderson, esta vez convirtiéndose en el líder histórico en goles de campo anotados en la NFL.

## Retiro
Anderson jugó con los Vikings hasta 2002 y luego se unió a los Tennessee Titans en la temporada 2003 para reemplazar al lesionado Joe Nedney. Destacó con 27 de 31 intentos de gol de campo en la temporada regular y anotó el gol de campo ganador en la victoria de playoffs contra los Baltimore Ravens en la temporada 2003. Se retiró tras la temporada, siendo el último jugador activo de la NFL nacido en los años 50 y en haber jugado bajo las órdenes de Chuck Noll.
En 2004, se mudó con su familia a Canmore, Alberta (Canadá). A pesar de su retiro, volvió brevemente con los Titans tras otra lesión de Nedney. Anderson y su esposa Kay apoyan a la comunidad con el evento benéfico "Dreams for Teams", otorgando becas a atletas locales. Además, entrenó fútbol escolar en Canmore por más de una década y es un apasionado portavoz de la pesca con mosca.